# Copa Colsanitas 2014
Copa Colsanitas 2014 — жіночий тенісний турнір, що проходив на відкритих кортах з ґрунтовим покриттям. Це був 17-й за ліком Copa Colsanitas Santander. Належав до категорії International у рамках Туру WTA 2014. Відбувся в Centro de Alto Rendimiento в Боготі (Колумбія). Тривав з 7 до 13 квітня 2014 року.

## Очки і призові гроші

### Розподіл очок
| Дисципліна       | П   | Ф   | ПФ  | ЧФ | 1/8 | 1/16 | Q   | Q3  | Q2  | Q1  |
| Одиночний розряд | 280 | 180 | 110 | 60 | 30  | 1    | 18  | 14  | 10  | 1   |
| Парний розряд    | 280 | 180 | 110 | 60 | 1   | Н/Д  | Н/Д | Н/Д | Н/Д | Н/Д |

### Розподіл призових грошей
| Дисципліна       | П       | F       | ПФ      | ЧФ     | 1/8    | 1/16   | Q3     | Q2   | Q1   |
| Одиночний розряд | $43,000 | $21,400 | $11,300 | $5,900 | $3,310 | $1,925 | $1,005 | $730 | $530 |
| Парний розряд    | $12,300 | $6,400  | $3,435  | $1,820 | $960   | Н/Д    | Н/Д    | Н/Д  | Н/Д  |

## Учасниці основної сітки в одиночному розряді

### Сіяні
| Країна     | Гравчиня               | Рейтинг1 | Сіяна |
| ---------- | ---------------------- | -------- | ----- |
| Сербія     | Єлена Янкович          | 8        | 1     |
| США        | Слоун Стівенс          | 18       | 2     |
| Італія     | Карін Кнапп            | 50       | 3     |
| Словаччина | Анна Кароліна Шмідлова | 66       | 4     |
| Франція    | Каролін Гарсія         | 71       | 5     |
| США        | Ваня Кінґ              | 72       | 6     |
| Аргентина  | Паула Ормаечеа         | 74       | 7     |
| Іспанія    | Лурдес Домінгес Ліно   | 76       | 8     |

- Рейтинг подано станом на 31 березня 2014.

### Інші учасниці
Нижче наведено учасниць, які отримали вайлдкард на участь в основній сітці:
- Марія Херасо Гонсалес
- Марія Ірігоєн
- Юліана Лісарасо

Нижче наведено гравчинь, які пробились в основну сітку через стадію кваліфікації:
- Лара Арруабаррена
- Ніколь Гіббс
- Флоренсія Молінеро
- Сачія Вікері

Такі тенісистки потрапили в основну сітку як щасливі лузери:
- Ірина Хромачова
- Сопія Шапатава

### Знялись з турніру
До початку турніру
- Естрелья Кабеса Кандела --> її замінила Тадея Маєрич
- Шерон Фічмен (хворобу шлунково-кишкового тракту) --> її замінила Ірина Хромачова
- Анна-Лена Фрідзам --> її замінила Ірина-Камелія Бегу
- Ольга Говорцова (травма лівого коліна) --> її замінила Сопія Шапатава
- Анабель Медіна Гаррігес --> її замінила Матільд Жоанссон
- Менді Мінелла --> її замінила Алла Кудрявцева
- Лора Робсон --> її замінила Маріана Дуке-Маріньо
- Ярослава Шведова --> її замінила Татьяна Марія
- Айла Томлянович --> її замінила Олівія Роговська

## Учасниці основної сітки в парному розряді

### Сіяні
| Країна  | Гравчиня             | Країна    | Гравчиня              | Рейтинг1 | Сіяна |
| ------- | -------------------- | --------- | --------------------- | -------- | ----- |
| США     | Ваня Кінґ            | ПАР       | Шанелль Схеперс       | 96       | 1     |
| Іспанія | Лурдес Домінгес Ліно | Іспанія   | Аранча Парра Сантонха | 122      | 2     |
| Румунія | Ірина-Камелія Бегу   | Аргентина | Марія Ірігоєн         | 164      | 3     |
| Канада  | Шерон Фічмен         | Росія     | Олександра Панова     | 184      | 4     |

- Рейтинг подано станом на 31 березня 2014.

### Інші учасниці
Нижче наведено пари, які отримали вайлдкард на участь в основній сітці:
- Марія Херасо Гонсалес /  María Paulina Pérez
- Паула Ормаечеа /  Слоун Стівенс

Нижче наведено пари, які отримали місце в основній сітці як заміни:
- Анастасія Гримальська /  Крістіна Шаховец
- Сюй Цзеюй /  Еліца Костова

### Знялись з турніру
До початку турніру
- Тельяна Перейра (травма стегна)
- Олівія Роговська (травма правого стегна)

Під час турніру
- Еліца Костова (травма правого зап'ястка)

## Переможниці

### Одиночний розряд
- Каролін Гарсія —  Єлена Янкович, 6–3, 6–4

### Парний розряд
- Лара Арруабаррена /  Каролін Гарсія —  Ваня Кінґ /  Шанелль Схеперс, 7–6(7–5), 6–4